# Centrosema haitiense
Centrosema haitiense är en ärtväxtart som beskrevs av Ignatz Urban och Erik Leonard Ekman. Centrosema haitiense ingår i släktet Centrosema och familjen ärtväxter. Inga underarter finns listade i Catalogue of Life.